# Amantius (Goldschmied)
Amantius (* um 521; † 18. Februar 571) war ein spätantiker römischer Goldschmied (aurifex), der im 6. Jahrhundert in Rom tätig war.
Er ist einzig durch seine Grabinschrift bekannt, die im Vorraum des Oratoriums der 40 Märtyrer der Kirche Santa Maria Antiqua am Forum Romanum gefunden wurde. Möglicherweise war er der Stifter der Kapelle. Demnach war er Christ und wurde im Alter von etwa 50 Jahren am 18. Februar im 5. Jahr nach dem Konsulat des Kaisers Justin II. begraben, was die Inschrift auf das Jahr 571 datiert.